# العقمة (جبلة)

تعديل مصدري - تعديل

العقمة محلة تابعة لقرية نامة، التابعة لعزلة الثوابي بمديرية جبلة إحدى مديريات محافظة إب في الجمهورية اليمنية، بلغ تعداد سكانها 61 حسب تعداد اليمن لعام 2004.